# Kecamatan Gedangan (distrikt i Indonesien, lat -8,34, long 112,62)
Kecamatan Gedangan är ett distrikt i Indonesien.   Det ligger i provinsen Jawa Timur, i den västra delen av landet, 700 km öster om huvudstaden Jakarta.